# Ченслер (роман)
«Ченслер» (фр. Le Chancellor) — роман французского писателя Жюля Верна. Сюжет был навеян, по признанию романиста, картиной живописца-романтика Теодора Жерико «Плот „Медузы“».

## История создания и публикации
Роман написан на борту корабля «Сен-Мишель» в 1870—1871 годах. 15 февраля 1871 года Верн сообщает Этцелю, что до конца месяца отправит ему роман под названием «Крушение „Ченслера“». Однако издатель предъявил к роману серьезные претензии. Измененная версия начала печататься на страницах газеты «Le Temps» 17 декабря 1874 года , хотя анонс о скором печатании книги появился еще 28 марта. Сюжет навеян, по признанию Верна, картиной живописца-романтика Теодора Жерико «Плот „Медузы“». Основой картины послужила одна из самых известных катастроф в истории французского парусного флота — крушение фрегата «Медуза» и последовавшие за этим события, развернувшиеся у берегов Западной Африки в июле 1816 года. Писатель почерпнул некоторую информацию из отчётов о кораблекрушениях, опубликованных в британском морском ежегоднике.
В России роман «Ченслер. Дневник пассажира Ж.-К. Казаллона» вместе с повестью «Мартин Пас» вышел отдельным изданием в 1875 году. В 1876 году «Ченслер» в русском переводе Марко Вовчок вышел в Петербурге под названием «На море».

## Сюжет
Повествование ведётся от имени пассажира корабля господина Казаллона. В романе рассказывается о корабле «Ченслер», в трюмах которого в открытом море начинает гореть груз хлопка. Пожар вначале в явном виде не обнаруживается, но со временем пламя вырывается наружу. Ввиду отсутствия воли и энергии капитана судна, руководство «Ченслером» берёт на себя его помощник Роберт Кертис. Корабль терпит бедствие на вулканическом островке Хэм-Рок в Саргассовом море. После проведённых на острове ремонтных работ, корабль продолжает своё плавание, но в открытом море пробоина вновь даёт течь. Несмотря на приложенные командой «Ченслера» и пассажирами усилия по откачке воды, корабль начинает тонуть. Часть пассажиров и матросов во главе с отстранённым капитаном уплывают с корабля на единственной лодке, бросив остальных на произвол судьбы. Пассажиры и несколько матросов во главе с помощником на наспех построенном из остатков корабля плоту начинают дрейфовать по бескрайним просторам океана. В условиях отсутствия пищи и пресной воды проявляются худшие качества людей, глубоко скрытые во время мирного и сытного существования. Дело нередко доходит до людоедства и суицида. Во время одного из конфликтов Казаллон, упавший за борт, делает глоток воды — она оказывается пресной: плот попадает на участок Атлантического океана, куда доносит пресные воды мощное течение Амазонки. У берега Южноамериканского материка плот подбирают рыбаки и отвозят потерпевших в город Белен на севере Бразилии.

## Персонажи
- Ж.-Р. Казаллон (пассажир), от лица которого ведётся повествование
- Роберт Кертис (помощник капитана, позже — капитан)
- Миссис Херби (пассажирка)
- Летурнер-отец (пассажир)
- Андре Летурнер (пассажир)
- Уильям Фолстен (пассажир)
- боцман
- Даулас (плотник)
- Берке, Флейпол, Сандон, Оуэн, Уилсон, Остин, О’Реди (матросы)
- Джинкстроп (негр, повар)
- Хоббарт (буфетчик)
- Уолтер (лейтенант)
- Мистер и миссис Кир (пассажиры)
- Сайлас Хантли (бывший капитан)
- Джон Руби (пассажир-контрабандист)